# Angelo Pavia
Angelo Pavia (* 23. Februar 1858 in Venedig; † 26. Mai 1933 in Rom) war ein italienischer Jurist und Politiker.
Nach dem Studium der Rechtswissenschaften arbeitete er als Rechtsanwalt. Von 1893 bis 1919 war er für sieben Legislaturperioden Mitglied der Camera dei deputati, in der er der Linken angehörte. Dreimal war Pavia Sekretär des Parlamentspräsidiums, zweimal Unterstaatssekretär im Finanzministerium unter Luigi Luzzatti und Giovanni Giolitti. Am 3. Oktober 1920 wurde Pavia zum Senator des Königreiches Italien ernannt. Im gleichen Jahr leitete er als Abstimmungskommissar in Marienwerder die Volksabstimmungen im Gefolge des Versailler Vertrags.